# Maria Carolina d'Àustria (reina de Saxònia)
Maria Carolina d'Àustria, reina de Saxònia (Viena 1801 - Dresden 1832). Arxiduquessa d'Àustria, princesa d'Hongria i de Bohèmia amb el doble tractament d'altesa reial i imperial que es maridà amb el rei Frederic August II de Saxònia.
Nada a Viena el dia 8 d'abril de 1801, era filla de l'emperador Francesc I d'Àustria i de la princesa Maria Teresa de Borbó-Dues Sicílies. Maria Carolina era neta per via paterna de l'emperador Leopold II, emperador romanogermànic i de la infanta Maria Lluïsa d'Espanya; mentre que per via materna ho era del rei Ferran I de les Dues Sicílies i de l'arxiduquessa Maria Carolina d'Àustria.
El dia 26 de setembre de 1819 contragué matrimoni a Viena amb el rei Frederic August II de Saxònia, matrimoni que fou ratificat a Dresden el dia 7 d'octubre del mateix any. Frederic August de Saxònia era fill del príncep Maximilià de Saxònia i de la princesa Carolina de Borbó-Parma. Maria Carolina i Frederic August II no tingueren descendència.
Maria Carolina morí a Dresden el dia 22 de maig de 1832 a l'edat de 31 anys. El 24 d'abril de 1833, Frederic August II es casà de nou, aquesta vegada amb la princesa Maria de Baviera.